# حلبوب حولي
ملفوف الكلاب أو مريقة أو الحُلْبُوب الحَوْلِيّ أو حَلْبُوب أو خَرْبوب أو عصى موسى أو حُرّيق أملس أو حشيشة السمكأو بَقْلةأو جنزير أو هليوب نوع نباتي ينتمي إلى جنس الحَلبُوب من الفصيلة اللبنية.

## الموئل والانتشار
ينتشر في بلاد الشام ومصر والمغرب العربي وتركيا وكل مناطق أوروبا من اليونان والبلقان إلى إسبانيا وشمالاً من بريطانيا إلى روسيا.